# San Ignacio de la Frontera
San Ignacio de Loyola es una ciudad peruana capital del distrito de San Ignacio y de la provincia homónima en el departamento de Cajamarca.
Tenía una población de 15 130 habitantes en 2017. Está a una altitud de 1324 m s. n. m. Es muy conocida por su producción de café, miel y granadilla. Está conectado con Ecuador a través de una carretera que conduce al puesto fronterizo de La Balsa.

## Zona Franca de San Ignacio
Fue creada con iniciativa de la entonces congresista  San Ignaciana Abogada: Felicita Tocto con la ley 31343 en el 2021, por el Congreso de la República con 112 votos a favor, en contra y 0 atenciones. Con sede en San Ignacio y el sucursal Namballe.

## Clima
| Parámetros climáticos promedio de San Ignacio (territorios entre - m s. n. m.). | Parámetros climáticos promedio de San Ignacio (territorios entre - m s. n. m.). | Parámetros climáticos promedio de San Ignacio (territorios entre - m s. n. m.). | Parámetros climáticos promedio de San Ignacio (territorios entre - m s. n. m.). | Parámetros climáticos promedio de San Ignacio (territorios entre - m s. n. m.). | Parámetros climáticos promedio de San Ignacio (territorios entre - m s. n. m.). | Parámetros climáticos promedio de San Ignacio (territorios entre - m s. n. m.). | Parámetros climáticos promedio de San Ignacio (territorios entre - m s. n. m.). | Parámetros climáticos promedio de San Ignacio (territorios entre - m s. n. m.). | Parámetros climáticos promedio de San Ignacio (territorios entre - m s. n. m.). | Parámetros climáticos promedio de San Ignacio (territorios entre - m s. n. m.). | Parámetros climáticos promedio de San Ignacio (territorios entre - m s. n. m.). | Parámetros climáticos promedio de San Ignacio (territorios entre - m s. n. m.). | Parámetros climáticos promedio de San Ignacio (territorios entre - m s. n. m.). |
| Mes                                                                             | Ene.                                                                            | Feb.                                                                            | Mar.                                                                            | Abr.                                                                            | May.                                                                            | Jun.                                                                            | Jul.                                                                            | Ago.                                                                            | Sep.                                                                            | Oct.                                                                            | Nov.                                                                            | Dic.                                                                            | Anual                                                                           |
| ------------------------------------------------------------------------------- | ------------------------------------------------------------------------------- | ------------------------------------------------------------------------------- | ------------------------------------------------------------------------------- | ------------------------------------------------------------------------------- | ------------------------------------------------------------------------------- | ------------------------------------------------------------------------------- | ------------------------------------------------------------------------------- | ------------------------------------------------------------------------------- | ------------------------------------------------------------------------------- | ------------------------------------------------------------------------------- | ------------------------------------------------------------------------------- | ------------------------------------------------------------------------------- | ------------------------------------------------------------------------------- |
| Temp. máx. media (°C)                                                           | 27.4                                                                            | 27.3                                                                            | 27.1                                                                            | 27.5                                                                            | 27.6                                                                            | 27.8                                                                            | 26.5                                                                            | 27.2                                                                            | 27.6                                                                            | 28.3                                                                            | 28.8                                                                            | 28.5                                                                            | 27.6                                                                            |
| Temp. media (°C)                                                                | 21.6                                                                            | 21.7                                                                            | 21.5                                                                            | 21.7                                                                            | 21.4                                                                            | 21.6                                                                            | 21                                                                              | 21.2                                                                            | 21.8                                                                            | 22.2                                                                            | 22.4                                                                            | 22.1                                                                            | 21.7                                                                            |
| Temp. mín. media (°C)                                                           | 15.9                                                                            | 16.1                                                                            | 15.9                                                                            | 16                                                                              | 15.3                                                                            | 15.5                                                                            | 15.5                                                                            | 15.3                                                                            | 16.1                                                                            | 16.1                                                                            | 16                                                                              | 15.8                                                                            | 15.8                                                                            |
| Fuente: climate-data.org                                                        |                                                                                 |                                                                                 |                                                                                 |                                                                                 |                                                                                 |                                                                                 |                                                                                 |                                                                                 |                                                                                 |                                                                                 |                                                                                 |                                                                                 |                                                                                 |

## Lugares de interés
- Catarata Calabozo[3]
- Farallones "Faical"[4]
- Finca Parcela "Bosque Con Aroma De Cafe"[5]
- Finca Parcela Los Pinos[6]
- Finca Parcela Quinta San Antonio[7]
- Finca Parcela Reyna Del Bosque[8]
- Laguna Faical[9]
- Mirador Turístico "Cerro Campana"[10]
- Museo De Arqueología Y Ecología "Los Faicales"[11]
- Pinturas Rupestre Del Cerro Faical[12]